# Малайзийско-мексиканские отношения
Малайзийско-мексиканские отношения — двусторонние дипломатические отношения между Малайзией и Мексикой, которые были установлены в 1974 году. Государства являются членами Азиатско-Тихоокеанского экономического сотрудничества, Форума сотрудничества Восточной Азии и Латинской Америки и Организации Объединённых Наций.

## История
В августе 1966 года дипломаты из Малайзии и Мексики встретились в Вашингтоне (США), чтобы обсудить возможность установления дипломатических отношений. 27 марта 1974 года дипломатические отношения между государствами были официально установлены. Вначале ни одна из стран не имела постоянного дипломатического представительства. Мексика была представлена в Малайзии через посольство в Джакарте (Индонезия), в то время как интересы Малайзии в Мексике были представлены через посольство в Вашингтоне. В 1985 году Мексика открыла почётное консульство в Куала-Лумпуре. В октябре 1985 года, после прихода к власти султана Искандара, государства начали обсуждение по открытию постоянных дипломатических представительств в столицах друг друга. В октябре 1991 года Мексика открыла посольство в Куала-Лумпуре. В 1992 году Малайзия открыла посольство в Мехико.
В сентябре 1991 года премьер-министр Малайзии Махатхир Мохамад совершил официальный визит в Мексику, став первым главой государства, посетившим Мексику. Во время его визита в Мексику было подписано несколько соглашений между двумя странами, в частности, о поддержке Малайзией присоединения Мексики к Азиатско-Тихоокеанскому экономическому сотрудничеству. В ноябре 1998 года президент Мексики Эрнесто Седильо совершил визит в Малайзию для участия в 10-м саммите АТЭС, проходившем в Куала-Лумпуре. В октябре 2002 года заместитель премьер-министра Малайзии Абдулла Ахмад Бадави совершил визит в Лос-Кабос, для участия в 14-м саммите АТЭС.
В июле 2010 года министр иностранных дел Мексики Патрисия Эспиноса совершила визит в Малайзию. В 2019 году государства провели свою первую встречу для двусторонних политических консультаций в Мехико, на которой присутствовал генеральный секретарь МИД Малайзии Шри Мухаммад Шахрул Икрам бин Якоб. В ходе политических консультаций представители обеих стран обсудили лучший доступ на рынок, в том числе для мексиканских продуктов, сертифицированных как халяль, в Малайзии. Они также договорились о совместном продвижении в географических регионах, где у каждой из них больше всего опыта.
В 2024 году государства отметили 50-летие дипломатических отношений.

## Визиты на высоком уровне

### из Малайзии в Мексику[2]
- Премьер-министр Махатхир Мохамад (1991);
- Заместитель премьер-министра Абдулла Ахмад Бадави (2002);
- Генеральный секретарь иностранных дел Шри Мухаммад Шахрул Икрам бин Яакоб (2019).

### из Мексики в Малайзию[2][3][4][7]
- Президент Эрнесто Седильо (1998);
- Заместитель министра иностранных дел Лурдес Аранда (2009);
- Министр иностранных дел Патрисия Эспиноса (2010);
- Министр экономики Бруно Феррари Гарсия де Альба (2012);
- Заместитель министра иностранных дел Карлос де Икаса (2016).

## Двусторонние соглашения
Между государствами подписано несколько двусторонних соглашений, таких как: Соглашение о совместном сотрудничестве между малазийскими и мексиканскими компаниями по очистке пальмового масла (1991); Соглашение о кредите и взаимных платежах между Банком Негара Малайзия и Банком Мексики (1991); Соглашение о воздушном транспорте (1992); Меморандум о взаимопонимании в области телекоммуникационного сотрудничества (1994) и Меморандум о взаимопонимании в области сельскохозяйственного сотрудничества (1994).

## Торговые отношения
В 2018 году государства подписали Всеобъемлющее и прогрессивное соглашение о Транстихоокеанском партнёрстве. В 2023 году объём товарооборота между государствами составил сумму 12,4 млрд долларов США. Экспорт Малайзии в Мексику: электронные интегральные схемы, телефоны и мобильные телефоны, детали и принадлежности для машинного оборудования, детали и принадлежности для автомобилей, медные трубы, нефтепродукты и продукты на основе химикатов. Экспорт Мексики в Малайзию: телефоны и мобильные телефоны, машины для обработки данных, медные руды и концентраты, железо и сталь, детали для железных дорог, рыбу и алкоголь .
Малазийские многонациональные компании, такие как Petronas и Sapura Energy (среди прочих), представлены в Мексике. Мексиканские многонациональные компании, такие как Binbit, Cemex, Gruma и KidZania (среди прочих), работают в Малайзии.

## Дипломатические представительства
- У Малайзии есть посольство в Мехико[12].
- У Мексики имеется посольство в Куала-Лумпуре[13].

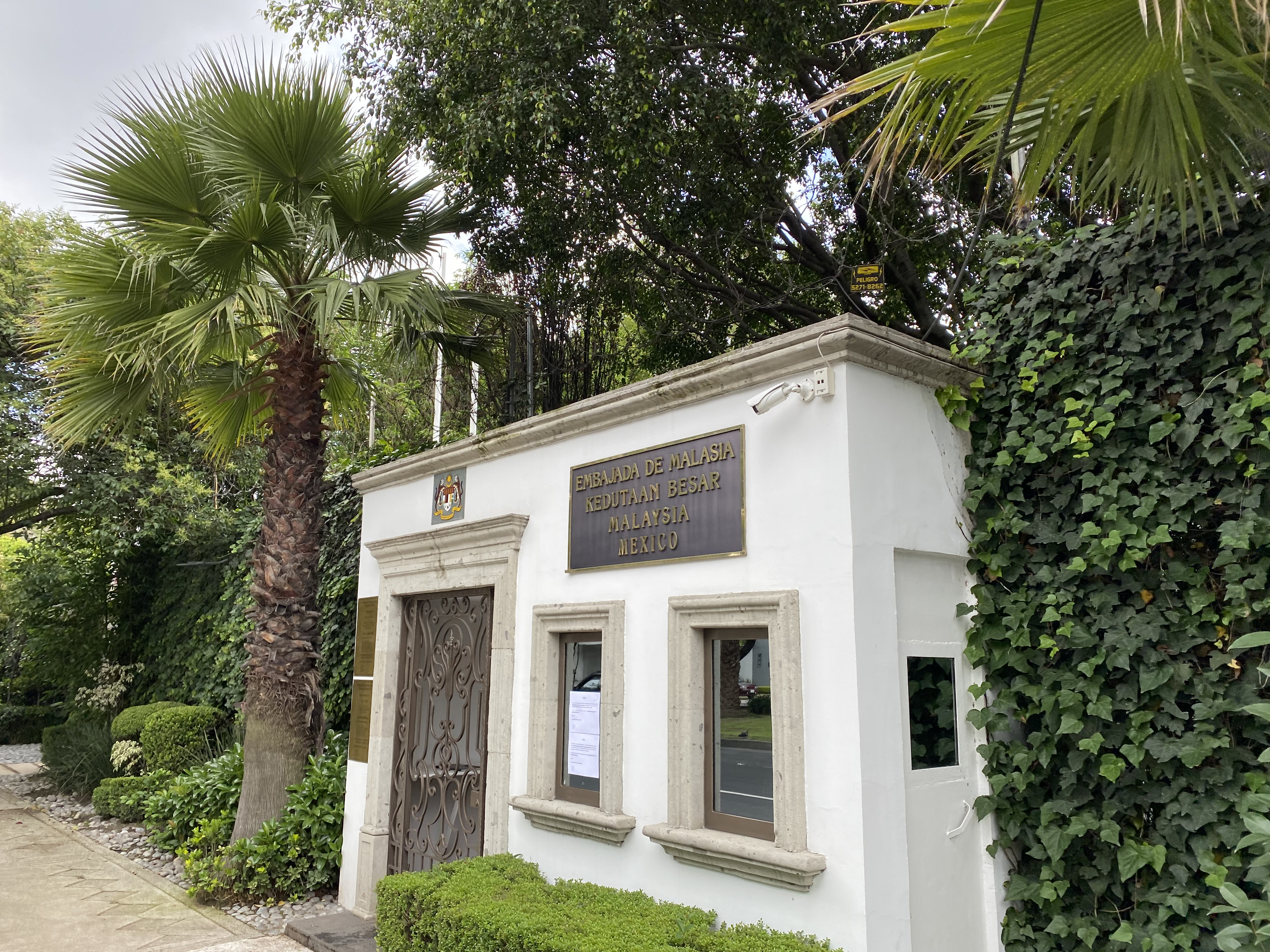
Посольство Малайзии в Мехико
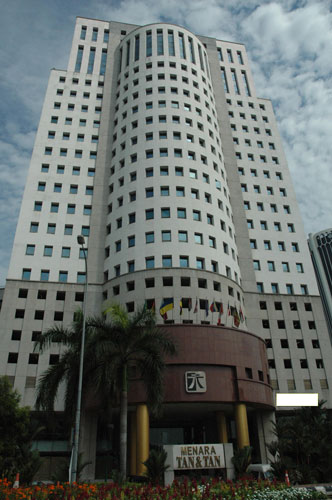
Посольство Мексики в Куала-Лумпуре